# Astérix: El secreto de la poción mágica
Astérix: El secreto de la poción mágica (en francés: Astérix: Le Secret de la Potion Magique) es una película francesa animada por computadora de aventura y comedia familiar codirigida por Alexandre Astier y Louis Clichy, siendo una secuela de Astérix y la residencia de los dioses. El guion escrito por Astier está basado en los personajes de la historieta Asterix creada por Goscinny y Uderzo.
La película fue estrenada en Francia el 5 de diciembre de 2018.

## Sinopsis
Tras sufrir una caída recogiendo muérdago, Panoramix decide que ha llegado la hora de asegurar el futuro del pueblo. Acompañado por Astérix y Obélix, emprende la búsqueda de un talentoso druida al que quiere transmitirle el secreto de la poción mágica.

## Reparto
- Christian Clavier[5] como Astérix.
- Florence Foresti[5] como Bonemine.
- Elie Semoun[5] como Cubitus.
- Francois Morel[5] como Ordralfabétix.
- Alexandre Astier[5] como Oursenplus.
- Lionnel Astier[5] como Cétautomatix.
- Guillaume Briat[6] como Obélix.
- Bernard Alane como Panoramix.
- Daniel Mesguich como Sulfurix.
- Alex Lutz como Teleferix.
- Gerard Hernandez como Atmospherix.
- Arnaud Léonard[7] como Assurancetourix
- Lévanah Solomon como Pectine.